# Smidtia candida
Smidtia candida là một loài ruồi trong họ Tachinidae.